# Ostaszewo Żuławskie
Ostaszewo Żuławskie – dawny wąskotorowy przystanek osobowy znajdująca się we wsi Ostaszewo, w gminie Ostaszewo, w powiecie nowodworskim, w województwie pomorskim. Położony był na linii kolejowej z Nowego Dworu Gdańskiego Wąskotorowego do Lichnów Odcinek do Ostaszewa Żuławskiego został otwarty w 1901 roku, odcinek do Lichnów został otwarty w 1893 roku.